# Paralacydes flava
Paralacydes flava är en fjärilsart som beskrevs av De Joannis 1928. Paralacydes flava ingår i släktet Paralacydes och familjen björnspinnare. Inga underarter finns listade i Catalogue of Life.